# Pomacentrus melanochir
 Pomacentrus melanochir és una espècie de peix de la família dels pomacèntrids i de l'ordre dels perciformes.

## Morfologia
Els mascles poden assolir els 7,5 cm de longitud total.

## Distribució geogràfica
Es troba a Sri Lanka i a les illes indonèsies de Bali, Flores, illa de Timor, Sulawesi i Ambon.